# Chien d'eau portugais
Le chien d'eau portugais est une race de chien du groupe des chiens d'eau. On le trouvait initialement le long des côtes portugaises où il aidait les pêcheurs à prendre le poisson dans les filets. On le retrouva également sur des bateaux de pêche jusque sur les bancs d'Islande, servant quelquefois de courrier entre les navires.
Au Portugal, le chien est connu sous le nom de Cão d'Água (« chien d'eau ») ou Cão Pescador Português (« chien pêcheur portugais »). On lui prête un poil hypoallergénique même si aucune étude scientifique ne vient le corroborer.

## Description

### Taille
- Femelle : 43 cm à 53 cm.
- Mâle : 51 cm à 58 cm.

### Poids
- Femelle : 15 kg à 22 kg.
- Mâle : 18 kg à 27 kg.

## Historique

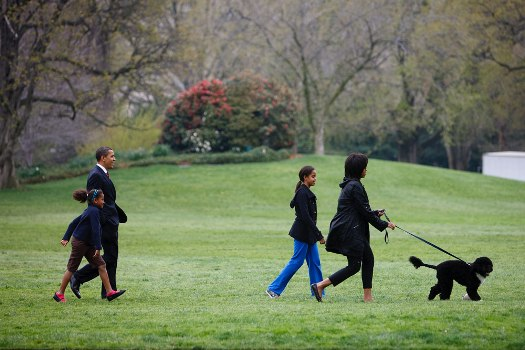
La famille Obama avec Bo dans le parc de la Maison Blanche (2009).

### Origines
La première description connue d'un chien d'eau portugais est faite par un moine en 1297. Son récit raconte comment un chien de ce type sauva un marin de la noyade.

### Époque moderne
Cette race de chien a été portée à l'attention du public en avril 2009 quand le couple présidentiel américain, Michelle et Barack Obama ont choisi un chien d'eau portugais pour leurs filles comme animal domestique à la Maison Blanche, nommé Bo, devenant ainsi le nouveau First Dog. Le choix de cette race a été fait car Malia, l'une des deux filles Obama, est allergique aux poils de chien. En 2013, les Obama adopte une petite chienne, Sunny, de la même race.